# Iximché
Iximché är en fornlämning i Guatemala.   Den ligger i departementet Departamento de Chimaltenango, i den sydvästra delen av landet, 50 km väster om huvudstaden Guatemala City. Iximché ligger 2 258 meter över havet.
Terrängen runt Iximché är kuperad. Runt Iximché är det tätbefolkat, med 459 invånare per kvadratkilometer. Närmaste större samhälle är Chimaltenango, 19,3 km öster om Iximché. I omgivningarna runt Iximché växer huvudsakligen savannskog.